# Samsung Galaxy S Duos 3
Samsung Galaxy S Duos 3 es un teléfono inteligente Android con doble SIM, producido y comercializado por Samsung Electronics, que sirve como sucesor inmediato del Samsung Galaxy S Duos 2 original de 2013. Se anunció en agosto de 2014 y estuvo disponible el mismo mes. A diferencia de otros modelos de Samsung dual sim, este teléfono es parte de la serie 'S' de gama alta, es por eso que se comercializa como parte de la familia 'Galaxy S'. A pesar de ser llamado sucesor directo del teléfono S Duos 2 original, el diseño externo y físico del modelo es idéntico al del modelo original, excepto por el botón de menú que ahora se reemplaza por el botón de aplicaciones recientes y también se hace hincapié en las actualizaciones internas. como un procesador actualizado y un sistema operativo Android actualizado. Sigue estando disponible en muchos países asiáticos.

## Especificaciones

### Hadware y Diseño
El diseño del S Duos 3 es el mismo que el diseño del S Duos y S Duos 2. Tiene una forma un poco menos redondeada con bordes con acabado cromado, el mismo chasis de policarbonato, molduras de imitación de metal y una cubierta trasera extraíble, con un Acabado de textura premium. El S Duos 3 está disponible en acabados de color negro y blanco escarcha. La pantalla del S Duos 3 es un panel LCD TFT de 4,0 pulgadas y 233p, que es el mismo que el del S Duos 2, pero no permite ajustes automáticos de brillo y gama debido a la falta de un sensor ambiental como su predecesor. Carece de sensor de proximidad.

### Cámara
El Galaxy S Duos 3 tiene una cámara de 5 megapíxeles con flash LED y una cámara frontal de 0,3 megapíxeles. La cámara trasera tiene 7 modos de disparo y puede grabar video en 720p.
A diferencia de los modelos de SIM dual de nivel de entrada de Samsung, el S Duos 3 como el S Duos 2 está activo en ambas SIM todo el tiempo, por lo que está listo para recibir llamadas en cualquiera de las SIM cuando una llamada aún no está en curso. Opcionalmente, puede recibir dos llamadas simultáneamente, pero esto requiere que se configure el desvío en caso de no disponible en cada número y está sujeto a la disponibilidad del operador y puede incurrir en cargos adicionales. Una limitación del teléfono es que solo una SIM puede estar activa en UMTS (y por lo tanto datos) a la vez, por lo que puede no ser adecuado para ciertas combinaciones de redes.
El S Duos 3 también contiene una batería extraíble de iones de litio de 1500 mAh. Dura de 4 a 5 horas de uso intensivo y poco más de 3 horas de juego.